# Stazione di Fossato di Vico (FAC)
La stazione di Fossato di Vico è stata il terminale orientale della linea ferroviaria a scartamento ridotto Arezzo-Fossato di Vico, a servizio del comune di Fossato di Vico.

## Storia
La stazione fu inaugurata insieme alla linea il 5 aprile 1886 e rimase attiva fino al  22 maggio 1945, quando l'esercizio ferroviario cessò, a seguito dei bombardamenti della seconda guerra mondiale.

## Strutture ed impianti
Il piazzale ove sorge la stazione è condiviso con l'omonima fermata sulla linea Roma-Ancona. 
Rimane tuttora ben conservato il massiccio fabbricato viaggiatori, sul quale spicca la dicitura Ferrovia Appennino Centrale. Il magazzino delle merci è stato restaurato, mentre i binari sono stati smantellati.